# Очух
Очух или мајчин други муж је мушкарац који замењује оца уколико се мајка, послије развода или након што је њен супруг преминуо, поново уда.
Очух је мушки пандан маћехи. То је мајчин муж, који није у крвном сродству са њеном децом из претходног брака.